# 맨체스터 메트로링크

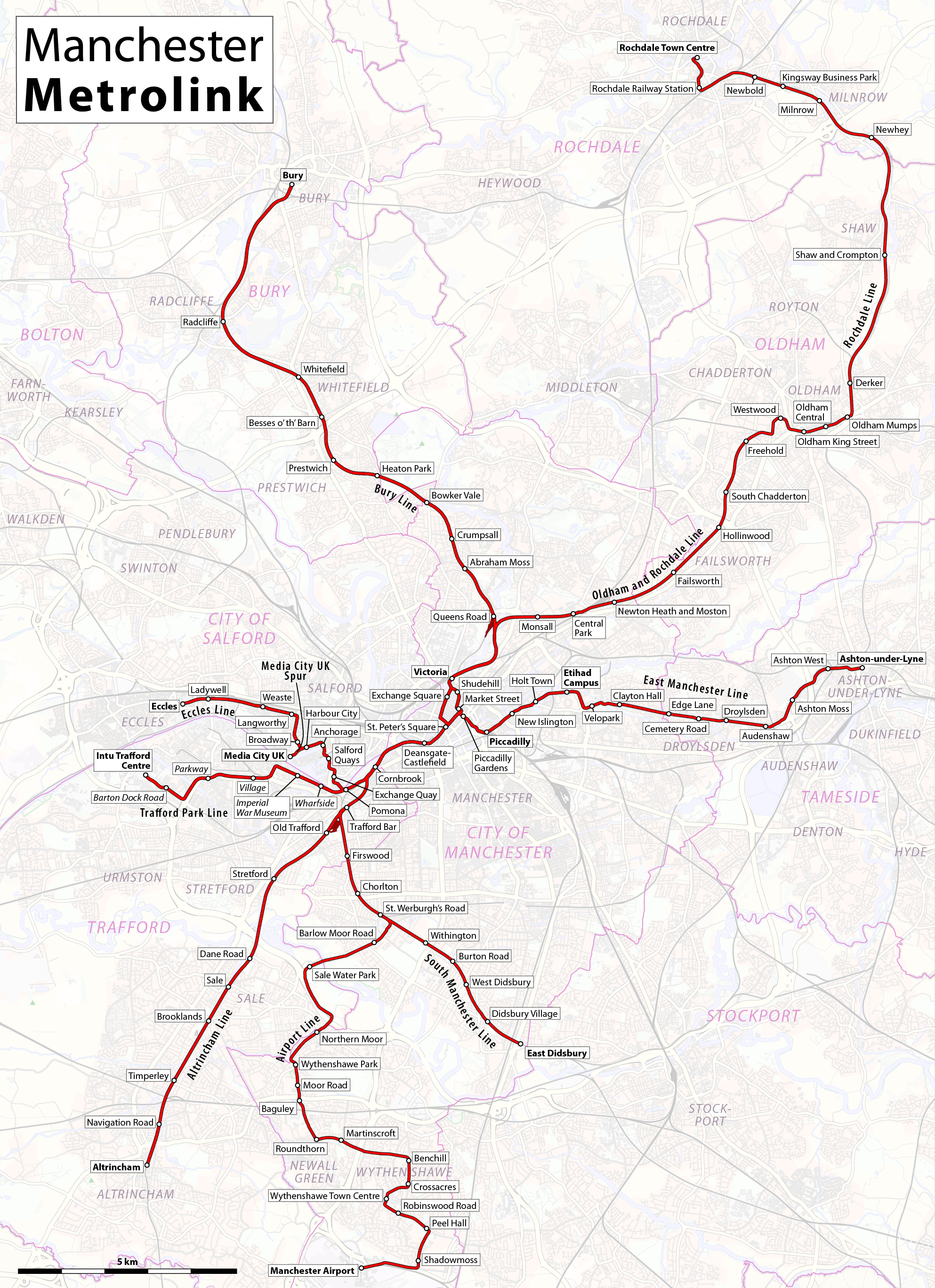

메트로링크(Metrolink)는 영국 맨체스터 시 및 그 주변 그레이터맨체스터주의 경전철 및 라이트 레일 체계이다. 그레이터맨체스터 교통 소유이나 파리 교통공단(RATP Group)에서 운영하고 있다..